# ISO/IEC-27000-Reihe
Die ISO/IEC 27000-Reihe (auch ISO/IEC 27000-Familie oder im Englischen kurz auch ISO27k genannt) ist eine Reihe von Standards zur Informationssicherheit, die von der International Organization for Standardization (ISO) und der International Electrotechnical Commission (IEC) herausgegeben werden.
Der Fokus dieser Reihe liegt auf Best-Practice-Empfehlungen zur Organisation der Informationssicherheit im Kontext eines Information Security Management Systems (ISMS).
Diese ISO/IEC Standards unterliegen häufigen Änderungen und werden in verschiedenen Sprachen wie Englisch, Deutsch oder Chinesisch aufgelegt.

## Historische Entwicklung
Im Rahmen der Standardisierung wurde in der Zusammenarbeit von ISO und IEC beschlossen, verschiedene Standards zur Informationssicherheit unter dem Nummernkreis 2700x Information technology – Security techniques zusammenzufassen. Der deutsche Anteil an dieser Normungsarbeit wird vom DIN NIA-01-27 IT-Sicherheitsverfahren betreut. Für die Evaluierung und Zertifizierung von IT-Produkten und -systemen existiert der Standard ISO/IEC 15408 (Common Criteria).
- ISO/IEC 27000 – Information security management systems – Overview and vocabulary
- ISO/IEC 27001 – Information security management systems – Requirements; hervorgegangen aus Teil 2 des British Standard BS 7799
- ISO/IEC 27002 – Code of practice for information security management; hervorgegangen aus Teil 1 des British Standard BS 7799 und der ISO/IEC 17799;
- ISO/IEC 27003 – Information security management systems – Implementation Guidelines
- ISO/IEC 27004 – Information security management measurements
- ISO/IEC 27005 – Information security risk management

Aus Teil 2 von BS 7799 hat sich die Norm ISO/IEC 27001:2005 entwickelt. Sie spezifiziert die Anforderungen an ein Information Security Management System (ISMS). Innerhalb der ISO/IEC 2700x-Familie kann man mit Hilfe der ISO/IEC 27001 den Erfüllungsgrad der Konformität nachvollziehen. Firmen und Behörden können anhand der ISO/IEC 27001 ihre ISMS beurteilen und zertifizieren lassen.
Die ISO/IEC 27002:2005 führte in zwölf Aufgabenfelder Vorgaben für Risikoanalyse und -bewältigung (Section 4) und insgesamt 123 Kontrollpunkte auf, die zum Teil sehr konkrete Handlungsanweisungen (Implementation guidance) enthalten (Section 5–15). Da die neue Norm technikneutral ist, sind diese Handlungsanweisungen jedoch auf der konzeptionellen Ebene und müssen für den konkreten Anwendungsfall auf organisatorische, betriebliche und technische Maßnahmen heruntergebrochen werden. Im Bereich der technischen Sicherheitsmaßnahmen lässt sich die ISO/IEC 27002:2005 sinnvoll durch die IT-Grundschutz-Kataloge des Bundesamts für Sicherheit in der Informationstechnik ergänzen.
Entwickelten sich viele Standards ursprünglich in sprachlicher, geographischer und institutioneller Hinsicht unabhängig voneinander, nähern sich die Normen immer
mehr einander an. Seit Erscheinen der ISO/IEC 17799-Norm im Jahr 2000 hat besonders das Thema der Kompatibilität der Standards untereinander die Weiterentwicklung geprägt. So ist der IT-Grundschutz zur ISO/IEC 27001-Norm kompatibel. Seit 2012 werden alle ISO-Normen einer neuen Struktur für Managementstandards mit dem Namen Annex SL angepasst. Damit bezweckt die ISO eine bessere Verknüpfung der Standards untereinander. Die Einführung und Verwendung mehrerer ISO-Standards wie zum Beispiel der ISO/IEC 27001 und der ISO/IEC 20000 nebeneinander soll vereinfacht werden.
Die ISO/IEC-Standards zur Informationssicherheit sollen sukzessive erweitert werden: im August 2013 waren 21 Standards erschienen und insgesamt mindestens 31 Normen geplant.

## Normen
- ISO/IEC 27000 enthält Begriffe und Definitionen, welche in der Normenserie ISO/IEC 27000 verwendet werden.
- ISO/IEC 27001 enthält die Anforderungen an ein ISMS.
- ISO/IEC 27002 enthält Empfehlungen für diverse Kontrollmechanismen für die Informationssicherheit.
Am 15. Juni 2005 wurde der Leitfaden ISO/IEC 17799:2005 Information technology – Security techniques – Code of practice for information security management veröffentlicht, der auf BS 7799-1-Norm fußt. Bezugnehmend auf ISO/IEC JTC 1/SC 27 N5981 Secretariat ISO/IEC JTC 1/SC 27 – Deutsches Institut für Normung e. V. ist die Norm seit Sommer 2007 von ISO/IEC 17799:2005 in ISO/IEC 27002:2005 umbenannt worden.
- ISO/IEC 27003 enthält einen Leitfaden zur Umsetzung der ISO/IEC 27001 (herausgegeben im Februar 2010).
- ISO FCD 27004 „Information Security Management Measurement“ (herausgegeben im September 2012).
- ISO FCD 27005 ist an den BS 7799-3:2006 angelehnt und behandelt das Thema IS Risikomanagement (herausgegeben im Juni 2008).
- ISO/IEC 27006 Information technology - Security techniques - Requirements for bodies providing audit and certification of information security management systems (herausgegeben am 1. März 2007) regelt die Kriterien, nach denen Stellen arbeiten müssen, die Informationssicherheits- und Managementsysteme nach ISO/IEC 27001 auditieren und zertifizieren wollen.
- ISO/IEC 27007 Information technology - Security techniques - Guidelines for information security management systems auditing.
- ISO/IEC TR 27008 Information technology - Security techniques - Guidance for auditors on information security management systems controls.

Fachspezifische Subnormen der ISO/IEC 27002 sind in Ausarbeitung als ISO/IEC 27010 bis ISO/IEC 27019:
- ISO/IEC 27010: Information security management for inter-sector and inter-organizational communications (herausgegeben im April 2012, aktualisiert November 2015)
- ISO/IEC 27011: Information security management guidelines for telecommunications organizations based on ISO/IEC 27002 (herausgegeben im Dezember 2008, aktualisiert Dezember 2016)
- ISO/IEC 27013: Guideline on the integrated implementation of ISO/IEC 20000-1 and ISO/IEC 27001 (herausgegeben im Juli 2012, überarbeitet Dezember 2015)
- ISO/IEC 27014: Governance of information security (herausgegeben im Mai 2013)
- ISO/IEC TR 27015: Information security management guidelines for financial services (herausgegeben im Dezember 2012, zurückgezogen)
- ISO/IEC TR 27016: Auditing and Reviews
- ISO/IEC 27017: Security techniques — Code of practice for information security controls for cloud computing services
- ISO/IEC 27018: Security techniques — Code of practice for controls to protect personally identifiable information processed in public cloud computing services
- ISO/IEC 27019: Information security management guidelines based on ISO/IEC 27002 for process control systems specific to the energy industry (Übersetzung DIN EN ISO/IEC 27019:2020-08).

Weiterhin ist vorgesehen, dass in ISO/IEC 27030 bis ISO/IEC 27044 die technischen Gebiete der Informationssicherheit abgedeckt werden sollen, z. B. cyber security, intrusion detection und trusted third party authentication.
- ISO/IEC 27031 business continuity
- ISO/IEC 27032 Guidelines for Cybersecurity (herausgegeben im Juli 2012)
- ISO/IEC 27033 Revision von ISO 18028 und umfasst sieben Unterteile:
  - ISO/IEC 27033-1 Guidelines for network security
  - ISO/IEC 27033-2 Guidelines for the design and implementation of network
  - ISO/IEC 27033-3 Reference networking scenarios - Threats, design techniques and control issues (herausgegeben im Dezember 2010)
  - ISO/IEC 27033-4 Securing communications between networks using security gateways - Risks, design techniques and control issues
  - ISO/IEC 27033-5 Securing virtual private networks - Risks, design techniques and control issues
  - ISO/IEC 27033-6 Securing communications across networks using Virtual Private Networks
  - ISO/IEC 27033-7 Guidelines for the design and implementation of network security
- ISO/IEC 27034 Guidelines for application security
- ISO/IEC 27035 Information security incident management
- EN ISO 27799 Sicherheitsmanagement im Gesundheitswesen bei Verwendung der ISO/IEC 27002

## Ausbildung und Zertifizierung
Auf der Ebene einer Organisation kann das Information Security Management System gegen den normativen Teil ISO/IEC 27001 geprüft und zertifiziert werden. Für Personen existieren verschiedene Schemata zur Ausbildung und Zertifizierung. Diese werden von unterschiedlichen Zertifizierungsunternehmen gestaltet, siehe Liste der IT-Zertifikate.